# Бобищени
Бобищени (на гръцки: Βεργώτες, Вергиотес) са жителите на село Бобища (Верга), Гърция. Това е списък на най-известните от тях.

## Родени в Бобища
А — Б — В — Г — Д –
Е — Ж — З — И — Й —
К — Л — М — Н — О —
П — Р — С — Т — У —
Ф — Х — Ц — Ч — Ш —
Щ — Ю — Я

### А
- Андрей Сидов (? – 1903), български революционер
- Атанас Митрев Розов, български общественик, епитроп на българската църква[1]
- Атанас Михайлов (1869 – 1933), български просветен деец
- Атанас Николов, доброволец в четата на Иван Атанасов – Инджето през Сръбско-българската война в 1885 година[2]
- Атанас Орлов (? – 14 август 1903), деец на ВМОРО, ученик в Битолската българска гимназия, загинал в сражението при Дробоко по време на Илинденско-Преображенското въстание[3]
- Атанас П. Гирганов (Гурганов, Чирганов, 1876 – ?), македоно-одрински опълченец, Четвърта рота на Десета прилепска дружина[4]

### Б
- Благой Орлов, български просветен деец и революционер
- Благой Атанасов Тенекеджиев (1876 – след 1943), български революционер
- Благой Фанев (1893 – ?), български предприемач и търговец
- Блаже Рибов (? – 1947), гръцки комунист, войник на ДАГ, загинал в битката за Гревена през юли 1947 година[5]

### В
- Васил Кузов (1882 – 1940), български предприемач и търговец

### Г
- Георги Атанасов Тенекеджиев (1872 – 1944), български просветен деец, в 1894 година завършва с шестия випуск педагогическите курсове на Солунската българска мъжка гимназия[6] учител в Бобища[7]
- Георги Горганов (1876 – след 1943), български революционер от ВМОРО
- Георги Попнаумов, български духовник

### Д
- Диаманд Димитров (1890 – ?), български военен деец, полковник
- Димитър А. Розов (1866 – ?), български просветен деец, в 1892 година завършва с петия випуск педагогическите курсове на Солунската българска мъжка гимназия,[8] учител в Бобища[7]
- Димитър Костадинов, македоно-одрински опълченец, нестроева рота на Шеста охридска дружина[9]
- Димитър Попзлатанов (1897 – ?), български политик
- Димитър Ляпов Гурин (1870 – 1941), български революционер, деец на ВМОРО, публицист, македоно-одрински опълченец
- Димитър Шишков (1882 – ?), македоно-одрински опълченец, нестроева рота на Шеста охридска дружина[10]

### З
- Златко Каратанасов, български просветен деец, учител в Костурското българско училище[11]
- Зорка Трайкова Анастасова (1895 – ?), българска народна певица, емигрира в Свободна България, от нея проф. Николай Кауфман записва в 1955 година песен, изпълнявана в Костурско[12]

### И
- Иван Димитров, македоно-одрински опълченец, Втора рота на Осма костурска дружина[13]
- Иван Христов Вергов (1872 – след 1943), български революционер
- Илия Орлов (1877 – ?), в 1897 година завършва с дванадесетия випуск Солунската българска мъжка гимназия[14]
- Ильо Ставров (? – 1948), гръцки комунист; израства в бедно семейство; работи като овчар; в юли 1947 година се присъединява към редовете на ДАГ; достига до длъжността ротен командир; загива в сражение край Мецово през 1948 година[15]
- Илко Христов Вергов, протогер на Бобища към 1902 година[16]

### К
- Константин Христов, македоно-одрински опълченец, Четвърта рота на Пета одринска дружина[17]
- Константин Чулев, кмет на Бобища към 1902 година[16]
- Константин Шаханов, български свещеник в Бобища към 1882 – 1883 г.[18]
- Кръстьо Тенекеджиев (Кръсто, ? – 1913), македоно-одрински опълченец, Интендантска рота, Сборна партизанска рота на МОО, пленен на 7 юли 1913 година, починал в Леринския затвор[19]
- Кузо Розов (? – 1903), български революционер, деец на ВМОРО

### Л
- Ламбо Стойчев (1867 – ?), македоно-одрински опълченец, нестроева рота на Шеста охридска дружина[20]

### М
- Манол Розов (1878 – 1903), български революционер
- Марко Попкараатанасов, македоно-одрински опълченец, Петнадесета щипска дружина[21]
- Михаил Анастасов, македоно-одрински опълченец, 29-годишен, готвач, Трета рота на Четвърта битолска дружина[22]
- Михаил Розов (1874 – 1934), български революционер и просветен деец
- Мичо Чули (? – 1948), гръцки комунист; доброволец в редовете на ДАГ в 1946 година; взема участие в защитата Грамос и Вич; първоначално е ротен командир, по-късно е издигнат за политкомисар; в 1948 година със своята част защитава връх Алевица, където загива[23]

### Н
- Никола Бояджиев, български общественик, кмет на Бобища към 1882 – 1883 г.[1]
- Никола К. Калиманов (1882 – ?), български просветен деец и общественик

### П
- Петра Пецева (1896 – ?), българска народна певица, емигрира в Свободна България, от нея проф. Николай Кауфман записва в 1955 година песен, изпълнявана в Костурско[12]
- Петър Г. Попов (1887 – ?), македоно-одрински опълченец, Първа рота на Шеста охридска дружина[24]
- Петър Николов, македоно-одрински опълченец, Втора и нестроева рота на Пета одринска дружина, носител на бронзов медал[25]
- Петър Орлов (? – 1920), български просветен деец
- Петър Таралямов, български революционер

### С
- Сава Христов, учител в костурското село Горенци[26]
- Симеон Апостолов, македоно-одрински опълченец, Втора рота на Пета одринска дружина[27]
- Сотир (? – 14 август 1903), деец на ВМОРО, ученик в Битолската българска гимназия, загинал в сражението при Дробоко по време на Илинденско-Преображенското въстание[3]
- Стефан Николов, български учител и революционер, деец на Дедеагачния околийски комитет на ВМОРО
- Стефан Типов (Турунджев), македоно-одрински опълченец, четата на Георги Занков, Четвърта рота на Десета прилепска дружина, Първа рота на Единадесета сярска дружина, носител на бронзов медал[28]

### Т
- Теофан Попкостадинов (1865 – 1907), български революционер от ВМОРО и ВМОК
- Тодор Константинов, македоно-одрински опълченец, Втора рота на Трета одринска дружина[29]
- Трайко Миленски (? – 14 август 1903), деец на ВМОРО, ученик в Битолската българска гимназия, загинал в сражението при Дробоко по време на Илинденско-Преображенското въстание[3]
- Трифон Атанасов, македоно-одрински опълченец, 34-годишен, нестроева рота на Шеста охридска дружина[30]

### Х
- Христо Манолов Вълков (1869 - ?), български революционер от ВМОРО

### Ц
- Цвета Орлова – Божова (1873 – ?), български учителка и революционерка, съпруга на Стоян Божов
- Цильо Младенов (? – 14 август 1903), деец на ВМОРО, ученик в Битолската българска гимназия, загинал в сражението при Дробоко по време на Илинденско-Преображенското въстание[3]

### Я
- Янаки Гелев (1862 – ?), български просветен деец и общественик
- Янко Костов (1894 – 1944), български комунистически деец

### Местен комитет на „Охрана“[31]
- Ставри Сарафов
- Александър Сарафов

## Починали в Бобища
- Петър Гайков (1872 – 1902), български революционер от ВМОК
- Кузо Погончев (1873 – 1902), български революционер, деец на ВМОК

## Свързани с Бобища
- Константин Димитров, екзархийски свещеник между 1860-те – 1870-те години[32]